# Tero Mäntylä
Tero Mäntylä (Seinäjoki, 18 april 1991) is een Fins voormalig voetballer die doorgaans speelde als centrale verdediger. Tussen 2007 en 2022 was hij actief voor TP-Seinäjoki, Portsmouth, Inter Turku, Loedogorets, Aalesunds, opnieuw Inter Turku, HIFK Helsinki en SJK Seinäkoki. In 2014 maakte hij zijn debuut in het Fins voetbalelftal en hij kwam uiteindelijk tot twee interlandoptredens.

## Clubcarrière
Mäntylä werd opgeleid bij TP-Seinäjoki uit zijn geboorteplaats. Na vierentwintig wedstrijden bij die club werd hij overgenomen door het Engelse Portsmouth, waar hij op slechts zestienjarige leeftijd een driejarige verbintenis ondertekende. In Engeland speelde hij echter alleen bij de reserves en in augustus 2010 besloot hij terug te keren naar Finland, waar hij ging spelen bij Inter Turku. Na het aflopen van zijn verbintenis bij Inter verkaste Mäntylä in 2011 naar Loedogorets. In december 2014 werd zijn contract ontbonden. In januari 2015 ging hij voor het Noorse Aalesunds spelen. Na tweeënhalf jaar keerde hij terug bij Inter Turku. Begin 2019 verkaste Mäntylä transfervrij naar HIFK Helsinki, waar hij tot het einde van het kalenderjaar tekende. Een jaar later keerde hij terug naar zijn geboorteplaats, om voor SJK Seinäkoki te gaan spelen. Hier vertrok hij aan het einde van zijn tweejarige contract, om daarop te besluiten op dertigjarige leeftijd een punt achter zijn actieve loopbaan te zetten.

## Clubstatistieken
| Seizoen | Club          | Competitie    | Competitie | Competitie | Beker | Beker | Internationaal | Internationaal | Totaal | Totaal |
| Seizoen | Club          | Competitie    | Wed.       | Dlp.       | Wed.  | Dlp.  | Wed.           | Dlp.           | Wed.   | Dlp.   |
| ------- | ------------- | ------------- | ---------- | ---------- | ----- | ----- | -------------- | -------------- | ------ | ------ |
| 2010    | Inter Turku   | Veikkausliiga | 9          | 0          | 0     | 0     | —              | —              | 9      | 0      |
| 2011    | Inter Turku   | Veikkausliiga | 24         | 0          | 7     | 0     | —              | —              | 31     | 0      |
| 2011/12 | Loedogorets   | Parva Liga    | 3          | 0          | 1     | 0     | —              | —              | 4      | 0      |
| 2012/13 | Loedogorets   | Parva Liga    | 5          | 0          | 1     | 0     | —              | —              | 6      | 0      |
| 2013/14 | Loedogorets   | Parva Liga    | 17         | 0          | 1     | 0     | 8              | 1              | 26     | 1      |
| 2014/15 | Loedogorets   | Parva Liga    | 2          | 0          | 2     | 0     | 1              | 0              | 5      | 0      |
| 2015    | Aalesunds     | Eliteserien   | 16         | 0          | 1     | 0     | —              | —              | 17     | 0      |
| 2016    | Aalesunds     | Eliteserien   | 3          | 0          | 0     | 0     | —              | —              | 3      | 0      |
| 2017    | Inter Turku   | Veikkausliiga | 12         | 0          | 0     | 0     | —              | —              | 12     | 0      |
| 2018    | Inter Turku   | Veikkausliiga | 26         | 0          | 5     | 1     | —              | —              | 31     | 1      |
| 2019    | HIFK Helsinki | Veikkausliiga | 23         | 0          | 1     | 0     | —              | —              | 24     | 0      |
| 2020    | SJK Seinäjoki | Veikkausliiga | 19         | 0          | 5     | 0     | —              | —              | 24     | 0      |
| 2021    | SJK Seinäjoki | Veikkausliiga | 2          | 0          | 4     | 1     | —              | —              | 6      | 1      |
| Totaal  | Totaal        | Totaal        | 160        | 0          | 28    | 2     | 9              | 1              | 197    | 3      |

## Interlandcarrière
Zijn debuut in het Fins voetbalelftal maakte Mäntylä op 21 mei 2014, toen er met 2–2 gelijkgespeeld werd tegen Tsjechië. Van bondscoach Mika-Matti Paatelainen mocht de verdediger tijdens de rust in het veld komen voor aanvoerder Niklas Moisander. De andere debutanten dit duel waren Tim Väyrynen (Borussia Dortmund) en Tapio Heikkilä (HJK Helsinki).
| Interlands van Tero Mäntylä voor Finland | Interlands van Tero Mäntylä voor Finland | Interlands van Tero Mäntylä voor Finland | Interlands van Tero Mäntylä voor Finland | Interlands van Tero Mäntylä voor Finland | Interlands van Tero Mäntylä voor Finland |
| №                                        | Datum                                    | Wedstrijd                                | Uitslag                                  | Competitie                               | Goals                                    |
| Als speler bij Loedogorets               | Als speler bij Loedogorets               | Als speler bij Loedogorets               | Als speler bij Loedogorets               | Als speler bij Loedogorets               | Als speler bij Loedogorets               |
| ---------------------------------------- | ---------------------------------------- | ---------------------------------------- | ---------------------------------------- | ---------------------------------------- | ---------------------------------------- |
| 1                                        | 21 mei 2014                              | Finland – Tsjechië                       | 2 – 2                                    | Vriendschappelijk                        |                                          |
| 2                                        | 29 mei 2014                              | Litouwen – Finland                       | 1 – 0                                    | Vriendschappelijk                        |                                          |

## Erelijst
| Parva Liga               | 3 | 2011/12, 2012/13, 2013/14 |
| Koepa na Balgarija       | 2 | 2011/12, 2013/14          |
| Soeperkoepa na Balgarija | 2 | 2012/13, 2014/15          |